# Thalassia Zoni Apo Argostoli Eos Ormo Mounta
Thalassia Zoni Apo Argostoli Eos Ormo Mounta este o arie protejată (sit de importanță comunitară — SCI) din Grecia întinsă pe o suprafață de 9.403,84 ha, integral marine.

## Localizare
Centrul sitului Thalassia Zoni Apo Argostoli Eos Ormo Mounta este situat la coordonatele 38°02′55″N 20°43′07″E / 38.04865°N 20.718677°E.

## Înființare
Situl Thalassia Zoni Apo Argostoli Eos Ormo Mounta a fost declarat arie specială de conservare în baza directivei 92/43 din 1992 referitoare la conservarea habitatelor naturale și a faunei și florei sălbatice pentru a proteja 2 specii de animale.

## Biodiversitate
Situată în ecoregiunea marină mediteraneană, aria protejată conține 4 habitate naturale: Bancuri de nisip acoperite în permanență slab de apă marină, Straturi cu Posidonia (Posidonion oceanicae), Recifuri, Peșteri marine scufundate complet sau parțial.
La baza desemnării sitului se află mai multe specii protejate de  reptile (2): Caretta caretta, Chelonia mydas.
Pe lângă speciile protejate, pe teritoriul sitului au mai fost identificate 11 specii de plante, 9 specii de nevertebrate, 3 specii de pești.